# 한봉근
한봉근(韓鳳根, 1894년 10월 23일~1927년 2월 11일)은 한국의 독립운동가이다.

## 생애
만주로 망명해 항일독립 단체인 의열단에 가입했다. 1920년에 일제의 주요기관들을 파괴할 목적으로 같은 의열단원인 김원봉, 신철휴  등과 상의해 폭탄, 권총, 탄약 등의 입수를 시도하는 등의 무기를 모으는 일을 맡았다.
1923년 12월, 관청과 친일파들을 처단가히 위한 목적으로 유석현(柳錫鉉), 남영보(南寧保), 이현준(李賢俊) 등과 함께 필요한 무기들을 경성으로 반입하려던 도중 일경에게 발각되어 계획을 실패하게 된다. 1926년에는 김창숙(金昌淑) 등의 유림들이 모금한 3,000원으로 권총과 실탄을 구입해 김구(金九), 유우근(柳友槿), 이승춘(李承春), 나석주(羅錫疇) 등과 함께 동양척식회사 폭파를 시도했으며, 이는 최종적으로 나석주가 단독으로 입국하여 투척하게 되었다. 이후에도 독립운동을 전개하다가 1927년 2월 11일에 사망했다.